# Stephen Laybutt
Stephen John Laybutt (Lithgow, 3 settembre 1977 – Cabarita Beach, 13 gennaio 2024) è stato un calciatore australiano, di ruolo difensore.

## Biografia
A fine carriera rivelò la propria omosessualità.
Dopo il suo ritiro, iniziò a lavorare nel 2021 presso l'unità di riabilitazione del St Vincent's Hospital a Sydney dove conobbe Ian Pavey, un paziente all'epoca di 67 anni, a cui donò un proprio rene. Morì suicida il 13 gennaio 2024 all'età di 46 anni.

## Carriera

### Club
Laybutt vestì le maglie di Wollongong Wolves, Brisbane Strikers, Bellmare Hiratsuka, Parramatta Power, Feyenoord e RBC Roosendaal, prima di passare ai norvegesi del Lyn Oslo. Esordì nella Tippeligaen il 26 agosto 2001, quando fu titolare nel successo per 3-2 sul Brann.
Tornò poi in patria e giocò per il Sydney Olympic, ancora ai Brisbane Strikers, ai belgi dell'Excelsior Mouscron, al Gent, al Newcastle Jets e al Dandaloo.

### Nazionale
Laybutt giocò 15 incontri per l'Australia. Partecipò anche ai Giochi della XXVII Olimpiade con l'Australia under 23.